# 四川等処行中書省
四川等処行中書省（しせんとうしょ-こうちゅうしょしょう、以下四川行省と略称する）は元が設置した行中書省。

## 地理
現在の四川省全域、甘粛省及び陝西省南西部を管轄していた。

## 歴史
四川行省の前身は1260年（中統元年）に設置された陝西四川等路宣慰司である。
1262年（中統3年）に陝西四川行省に昇格、1281年（至元18年）
に四川行省が分離された。

## 下部行政区画
- 行省直轄
  - 成都路
  - 嘉定府路
  - 広元路
  - 順慶路
  - 永寧路
  - 潼川府
- 四川南道宣慰司
  - 重慶路
  - 夔州路
- 叙南等処蛮夷宣撫司
  - 叙州路
  - 馬湖路
  - 紹慶府
  - 懐徳府
  - 上羅計長官司
  - 下羅計長官司
  - 四十六囤蛮夷千戸所